# Kisseliovsk
Kisseliovsk (en russe : Киселёвск) est une ville de l'oblast de Kemerovo, en Russie. Sa population s'élève à 95 781 habitants en 2013.

## Géographie
Kisseliovsk est située à 153 km (240 km par la route) au sud de la capitale régionale Kemerovo.
La ville est desservie par trois sorties de la voie rapide Kemerovo-Novokouznets (32K-445), qui passe à une dizaine kilomètres au nord-est de la ville.

## Histoire
La création de la ville est essentiellement liée à l'extraction du charbon. Le premier gisement de charbon a été découvert au milieu du XIXe siècle dans le village d’Afonino, qui est aujourd'hui un quartier de la ville. Il n'y eut pas d'extraction à grande échelle avant la Révolution d'octobre 1917.
La situation changea en 1921 lorsque l'agglomération fut reliée par le chemin de fer.
En 1932 pour la première fois deux mines furent ouvertes à Afonino ; la même année Afonino et le village voisin de Tcherkasso furent réunis pour former la commune urbaine de Kisseliovski.
En janvier 1936, elle reçut le statut de ville et fut rebaptisée Kisseliovsk.
En février 2019, la ville et le Kouzbass ont été recouverts de neige noire. Les habitants des villes de Kisseliovsk, Leninsk-Kouznetski et Prokopievsk, dont l'espérance de vie est inférieure de 3 à 4 ans à celle de la moyenne nationale russe, accusent la poussière de charbon de ce phénomène,,.

## Population
Recensements (*) ou estimations de la population
| 1939*  | 1959*   | 1970*   | 1979*   | 1989*   |
| ------ | ------- | ------- | ------- | ------- |
| 43 852 | 130 697 | 126 616 | 121 881 | 128 083 |

| 2002*   | 2010*  | 2012   | 2013   | - |
| ------- | ------ | ------ | ------ | - |
| 106 341 | 98 365 | 96 847 | 95 781 | - |

## Économie
De nos jours l'extraction du charbon est toujours la principale source d'activité de la ville. Après l'arrêt de cinq mines peu de temps après l'éclatement de l'Union soviétique, il subsiste aujourd'hui cinq mines en activité ainsi que deux entreprises qui assurent la transformation du charbon extrait. La fermeture d'une nouvelle mine est prévue. Kisseliovsk comporte également deux entreprises de construction mécanique, une briqueterie, un fabrique de meubles et plusieurs entreprises du secteur agroalimentaire.

## Source
- (ru) Informations sur Kisseliovsk